# Satellite Awards 2000

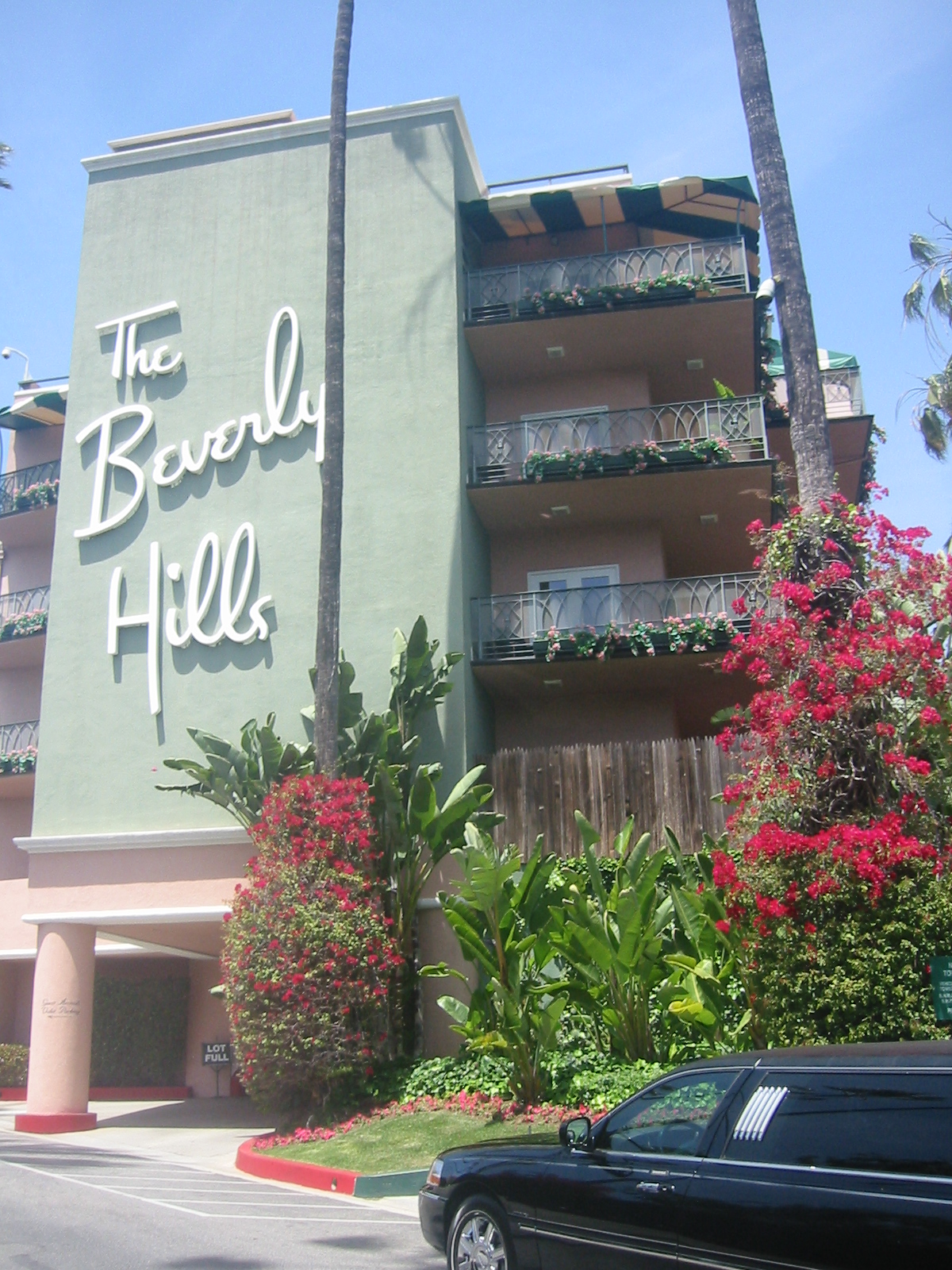
Beverly Hills Hotel

 Die 5. Verleihung der US-amerikanischen Satellite Awards, welche die International Press Academy (IPA) jedes Jahr in verschiedenen Film- und Medienkategorien vergibt, fand am Sonntag, den 14. Januar 2001, im Beverly Hills Hotel in Beverly Hills statt. Bei den 5. Satellite Awards wurden Filme und Serien des Jahres 2000 geehrt.

## Gewinner und Nominierte im Bereich Film
| Film                                                  | N  | A |
| ----------------------------------------------------- | -- | - |
| Gladiator                                             | 10 | 3 |
| Traffic – Macht des Kartells                          | 8  | 2 |
| Tiger and Dragon                                      | 7  | 1 |
| Almost Famous – Fast berühmt                          | 6  | 1 |
| Quills – Macht der Besessenheit                       | 5  | 2 |
| Erin Brockovich                                       | 5  | 0 |
| O Brother, Where Art Thou? – Eine Mississippi-Odyssee | 5  | 0 |
| Dancer in the Dark                                    | 4  | 1 |
| Haus Bellomont                                        | 4  | 1 |
| Billy Elliot – I Will Dance                           | 4  | 0 |
| Mission: Impossible II                                | 4  | 0 |
| Nurse Betty                                           | 3  | 2 |
| Der Grinch                                            | 3  | 1 |
| Die WonderBoys                                        | 3  | 1 |
| Best in Show                                          | 3  | 0 |
| State and Main                                        | 3  | 0 |

### Bester Film (Drama)
Traffic – Macht des Kartells 
- Billy Elliot – I Will Dance
- Dancer in the Dark
- Erin Brockovich
- Gladiator
- Quills – Macht der Besessenheit

### Bester Film (Komödie/Musical)
Nurse Betty 
- Almost Famous – Fast berühmt
- Best in Show
- O Brother, Where Art Thou? – Eine Mississippi-Odyssee
- State and Main
- Die WonderBoys

### Bester Hauptdarsteller (Drama)
Geoffrey Rush – Quills – Macht der Besessenheit 
Jamie Bell – Billy Elliot – I Will Dance
Sean Connery – Forrester – Gefunden!
Russell Crowe – Gladiator
Ed Harris – Pollock
Denzel Washington – Gegen jede Regel

### Beste Hauptdarstellerin (Drama)
Ellen Burstyn – Requiem for a Dream 
Björk – Dancer in the Dark
Joan Allen – Rufmord – Jenseits der Moral
Gillian Anderson – Haus Bellomont
Julia Roberts – Erin Brockovich
Laura Linney – You Can Count on Me

### Bester Hauptdarsteller (Komödie/Musical)
Michael Douglas – Die WonderBoys 
George Clooney – O Brother, Where Art Thou? – Eine Mississippi-Odyssee
Christopher Guest – Best in Show
Richard Gere – Dr. T and the Women
Eddie Murphy – Familie Klumps und der verrückte Professor
Edward Norton – Glauben ist alles!

### Beste Hauptdarstellerin (Komödie/Musical)
Renée Zellweger – Nurse Betty 
Brenda Blethyn – Grasgeflüster
Sandra Bullock – Miss Undercover
Glenn Close – 102 Dalmatiner
Cameron Diaz – 3 Engel für Charlie
Jenna Elfman – Glauben ist alles!

### Bester Nebendarsteller (Drama)
Bruce Greenwood – Thirteen Days 
Jeff Bridges – Rufmord – Jenseits der Moral
Robert De Niro – Men of Honor
Benicio Del Toro – Traffic – Macht des Kartells
Albert Finney – Erin Brockovich
Joaquin Phoenix – Gladiator

### Beste Nebendarstellerin (Drama)
Jennifer Ehle – Ein Hauch von Sonnenschein 

 Rosemary Harris – Ein Hauch von Sonnenschein 
Judi Dench – Chocolat – Ein kleiner Biss genügt
Catherine Deneuve – Dancer in the Dark
Samantha Morton – Jesus' Son
Julie Walters – Billy Elliot – I Will Dance
Kate Winslet – Quills – Macht der Besessenheit

### Bester Nebendarsteller (Komödie/Musical)
Willem Dafoe – Shadow of the Vampire 
Morgan Freeman – Nurse Betty
Philip Seymour Hoffman – Almost Famous – Fast berühmt
Tim Blake Nelson – O Brother, Where Art Thou? – Eine Mississippi-Odyssee
Brad Pitt – Snatch – Schweine und Diamanten
Owen Wilson – Shang-High Noon

### Beste Nebendarstellerin (Komödie/Musical)
Kate Hudson – Almost Famous – Fast berühmt 
Holly Hunter – O Brother, Where Art Thou? – Eine Mississippi-Odyssee
Frances McDormand – Almost Famous – Fast berühmt
Catherine O’Hara – Best in Show
Rebecca Pidgeon – State and Main
Marisa Tomei – Was Frauen wollen

### Bester Dokumentarfilm
Reckless Indifference 
- Captured on Film: The True Story of Marion Davies
- Dark Days
- The Eyes of Tammy Faye
- Kindertransport
- Ein Tag im September

### Bester fremdsprachiger Film
Tiger and Dragon (Wo hu cang long), Taiwan
- Goya (Goya en Burdeos), Spanien
- Dnevnik ego zheny, Russland
- Der Zauber von Malèna (Malèna), Italien
- Malli, Indien
- Das Badehaus (Xizao), China

### Bester Film (Animationsfilm oder Real-/Animationsfilm)
Chicken Run – Hennen rennen 
- Dinosaurier
- Ein Königreich für ein Lama
- Rugrats in Paris – Der Film
- Titan A.E.

### Beste Regie
Steven Soderbergh – Traffic – Macht des Kartells 
Cameron Crowe – Almost Famous – Fast berühmt
Philip Kaufman – Quills – Macht der Besessenheit
Ang Lee – Tiger and Dragon
Ridley Scott – Gladiator
Steven Soderbergh – Erin Brockovich

### Bestes adaptiertes Drehbuch
Quills – Macht der Besessenheit – Doug Wright 
- Haus Bellomont – Terence Davies
- O Brother, Where Art Thou? – Eine Mississippi-Odyssee – Ethan und Joel Coen
- Thirteen Days – David Self
- Traffic – Macht des Kartells – Stephen Gaghan

### Bestes Originaldrehbuch
You Can Count on Me – Kenneth Lonergan 
- Almost Famous – Fast berühmt – Cameron Crowe
- Billy Elliot – I Will Dance – Lee Hall
- Erin Brockovich – Susannah Grant
- State and Main – David Mamet

### Beste Filmmusik
Gladiator – Hans Zimmer 
- Die Legende von Bagger Vance – Rachel Portman
- Der Zauber von Malèna – Ennio Morricone
- Lebenszeichen – Proof of Life – Danny Elfman
- Traffic – Macht des Kartells – Cliff Martinez

### Bester Filmsong
I’ve Seen It All von Björk, Sjón Sigurdsson und Lars von Trier – Dancer in the Dark 
- A Fool in Love – Meine Braut, ihr Vater und ich
- My Funny Friend and Me von Sting und David Hartley – Ein Königreich für ein Lama
- Things Have Changed – Die WonderBoys
- Yours Forever – Der Sturm

### Beste Kamera
Gladiator – John Mathieson
- Tiger and Dragon
- Die Legende von Bagger Vance
- Mission: Impossible II
- Traffic – Macht des Kartells

### Beste Visuelle Effekte
Gladiator – John Nelson
- 3 Engel für Charlie
- Der Grinch
- Mission: Impossible II
- Vertical Limit

### Bester Filmschnitt
Thirteen Days – Conrad Buff
- Tiger and Dragon
- Gladiator
- Mission: Impossible II
- Traffic – Macht des Kartells

### Bester Tonschnitt
Dinosaurier 
- Chicken Run – Hennen rennen
- Tiger and Dragon
- Mission: Impossible II
- Der Sturm

### Bestes Szenenbild
Haus Bellomont – Don Taylor
- Tiger and Dragon
- Gladiator
- Der Grinch
- Traffic – Macht des Kartells

### Bestes Kostümdesign
Der Grinch – Rita Ryack
- Tiger and Dragon
- Gladiator
- Haus Bellomont
- Der Patriot

## Gewinner und Nominierte im Bereich Fernsehen
| Serie                                   | N | A |
| --------------------------------------- | - | - |
| The West Wing – Im Zentrum der Macht    | 3 | 2 |
| Just Shoot Me – Redaktion durchgeknipst | 3 | 0 |
| Die Sopranos                            | 3 | 0 |

### Beste Fernsehserie (Drama)
The West Wing – Im Zentrum der Macht 
- Auf der Flucht
- Noch mal mit Gefühl
- Practice – Die Anwälte
- Die Sopranos

### Beste Fernsehserie (Komödie/Musical)
Sex and the City 
- Frasier
- Friends
- Just Shoot Me – Redaktion durchgeknipst
- Die Simpsons

### Beste Miniserie
American Tragedy 
- The Corner
- The Beach Boys: An American Family
- Jason und der Kampf um das Goldene Vlies
- Sally Hemings: An American Scandal

### Bester Fernsehfilm
Zeit der Gerechtigkeit 
- Cheaters
- Dirty Pictures
- Die Jazz Connection
- Nürnberg – Im Namen der Menschlichkeit

### Bester Darsteller in einer Serie (Drama)
Tim Daly – Auf der Flucht 
James Gandolfini – Die Sopranos
Dennis Haysbert – Future Man
Nicky Katt – Boston Public
Martin Sheen – The West Wing – Im Zentrum der Macht

### Beste Darstellerin in einer Serie (Drama)
Allison Janney – The West Wing – Im Zentrum der Macht 
Gillian Anderson – Akte X – Die unheimlichen Fälle des FBI
Tyne Daly – Für alle Fälle Amy
Edie Falco – Die Sopranos
Sela Ward – Noch mal mit Gefühl

### Bester Darsteller in einer Serie (Komödie/Musical)
Frankie Muniz – Malcolm mittendrin 
Robert Guillaume – Sports Night
Sean Hayes – Will & Grace
Stacy Keach – Titus
John Mahoney – Frasier

### Beste Darstellerin in einer Serie (Komödie/Musical)
Lisa Kudrow – Friends 
Jenna Elfman – Dharma & Greg
Jane Krakowski – Ally McBeal
Wendie Malick – Just Shoot Me – Redaktion durchgeknipst
Laura San Giacomo – Just Shoot Me – Redaktion durchgeknipst

### Bester Darsteller in einer Miniserie oder einem Fernsehfilm
James Woods – Dirty Pictures 
Andy García – Die Jazz Connection
Louis Gossett Jr. – The Color of Love: Jacey's Story
Bob Hoskins – Noriega – Gottes Liebling oder Monster?
Matthew Modine – Flowers for Algernon

### Beste Darstellerin in einer Miniserie oder einem Fernsehfilm
Jill Hennessy – Nürnberg – Im Namen der Menschlichkeit 
Jennifer Beals – A House Divided
Holly Hunter – Zeit der Gerechtigkeit
Gena Rowlands – The Color of Love: Jacey's Story
Vanessa Redgrave – Women Love Women